# ヨコソー
株式会社ヨコソーは、神奈川県横須賀市にある塗装会社。1908年（明治41年）創業で、2008年に創立100年を迎える老舗である。
現在は塗装業だけでなく、マンション・ビルなどの大規模修繕工事から、屋上水槽の簡単な補修工事まで、幅広く手がけている。東京都大田区の東六郷に東京支店がある。
1998年にISO9002品質システム、2003年に環境ISO14001、安全OHSAS18001認定取得など、常に最先端の技術を導入する企業でもある。

## 所在地
- 本社：神奈川県横須賀市森崎1-17-18
- 支店・営業所
  - 横浜支店
  - 東京支店（大田区東六郷）
  - 北関東営業所（埼玉県戸田市）